# The Singles (album de Basement Jaxx)
Pour les articles homonymes, voir The Singles.
The Singles est le titre d'un album de Basement Jaxx sorti le 21 mars 2005.